# Nyspråk
Nyspråk (engelska Newspeak) är språket som talas i samhället som beskrivs i romanen 1984 av George Orwell. Det syftar till att upprätthålla romanvärldens rigida och ofria samhälle genom att begränsa individens tankeutrymme och därigenom förhindra kritik mot "Partiet" och dess ledare "Storebror". Språkets struktur och syfte beskrivs detaljerat i ett fristående appendix i Orwells roman. Det som är mest utmärkande för nyspråket är att mängden ord hela tiden minskas, och att sidobetydelser undviks..
Begreppet nyspråk används också i överförd bemärkelse vid kritik mot svårförståeliga eufemismer i den politiska debatten och mot intetsägande organisationsnamn.
Nyspråk nämns ofta att vara ett exempel på lingvistisk determinism (sk. Sapir–Whorf-hypotesen).

## Språkets uppbyggnad
Språket går ut på att man tar bort synonymer (till exempel god och vacker, som då samlas i ordet bra) från ursprungsspråket (gammalspråk, engelska) så att språkets nyanser försvinner. Även motsatsadjektiv, och ord som kan betyda "fel" sak enligt partiet försvinner. Ett exempel är "bra". Alla synonymer såsom förträfflig, underbar osv. blir onödiga i och med att allt lika gärna kan sägas som "bra". För att visa motsatsen sätts ett o- framför adjektivet. Obra skulle sålunda betyda dåligt, precis som oljust skulle betyda mörkt, allt efter smak. På så vis blir språket också mer exakt, eftersom den exakta motsatsen framkommer genom o-. Detta hindrar inte kätterska satser som "Storebror är obra", men då detta för det första skulle låta helt absurt i en renlärds öra, så skulle det för det andra vara otroligt svårt, om inte omöjligt, att sätta fingret på och argumentera för vad man verkligen menar med att "Storebror är obra", ty alla sådana definitioner (det vill säga de åsiktsord som kan motsätta sig Storebror) är borttagna. Om man vill göra ordet starkare, alltså mycket bra eller jättebra, så sätts "plus" framför adjektivet i fråga. Vill man förstärka ordet ytterligare så sätts "dubbelplus" framför adjektivet. Dubbelplusbra är ypperligt bra, medan dubbelplusobra är otroligt dåligt.
Vokabulären är indelad i tre kategorier: A för vardagligt tal, B för politiska sammanhang och C för expertbruk. Den sistnämnda var uppdelad enligt ämne, så att varje expert hade en lista på de ord han behövde i sitt yrke.
Meningen med orden för politiska organ och fenomen är att väcka så få tankar som möjligt. Till exempel heter sanningsministeriet (som ansvarar för propaganda, underhållning och konst) "Minisann"; tankar om sanning kunde vara farliga.

## Starka definitioner
Den exakta definitionen av orden i nyspråk har förstärkts. Ordet "fri" betyder inte som i tankefrihet eller yttrandefrihet, utan används snarare som "staden är fri från råttor". Samma sak gäller frasen "alla män är lika", men den är mer odefinierad och därmed en dålig sats enligt nyspråket. Den måste definieras, tex. till "alla män är lika breda/klädda/etc.", då ordet "lika" i den betydelsen att "alla män är lika värda" inte har någon underförstådd betydelse.

## Substantiv-verb
Substantiven och verben är också betydligt mer sammanhängande. I svenskan kan vi säga "vi hackar", och då med en hacka. I nyspråket har man utvecklat det ytterligare – till exempel substantivet kniv. Man skär med en kniv, men man kan också döda med en kniv, och man kan kasta en kniv. Detta "krimtänk" har man sålunda löst genom att säga "kniva" – med endast en definition som på svenska skulle bli "skära med en kniv". Framför verbet "kniva" sätter man sedan ett substantiv på vad man skär. Exempel: brödkniva, morotkniva, för att spara på antalet ord. Denna sammansättning är mycket enkel, och skulle i princip kunna användas idag, ta: osthyvla, dörröppna och pappersriva.

### Exempel på nyspråk
- anktalare – en person som är bra på nyspråk (komplimang inom det egna territoriet, men är en förolämpning om det sägs till en utlänning)
- obra – dålig
- plusbra – jättebra, eller mycket bra
- dubbelplusbra – otroligt bra, eller underbart eller liknande
- krimtänk – brottslig (felaktig) tanke

Uttrycket "nyspråk" har viss användning i offentlig debatt som nedsättande benämning på fördunklande eufemismer.